# Domaine de Margarance
Le domaine de Margarance est situé sur la commune de Saint-Louis-de-Montferrand, dans le département de la Gironde. 

## Historique
Le domaine et sa maison de maître sont dans la famille Gradis depuis le XVIIIe siècle. Gaston Gradis vient s'y ressourcer et s'y occupe de la vigne, lorsqu'il revient du Maroc.
Le monument fait l’objet d’une inscription au titre des monuments historiques depuis le 12 mai 1966.

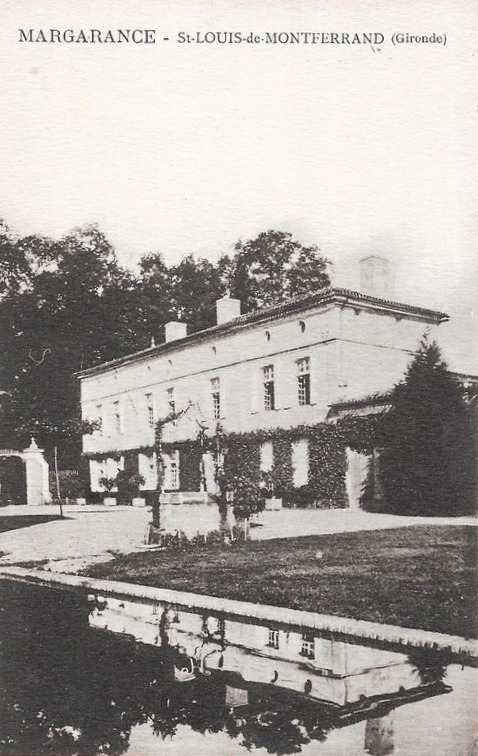
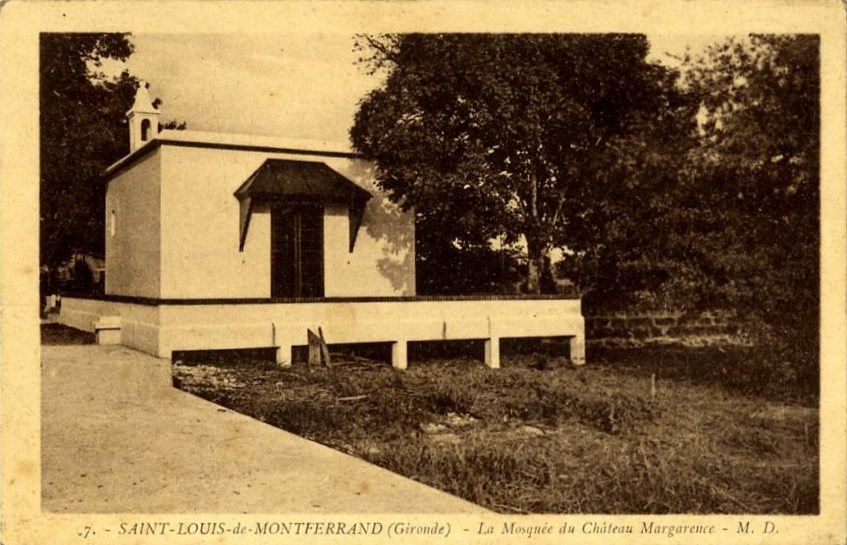
La mosquée du château de Margarance.